# Lir sanmaryński
Lir sanmaryński – jednostka monetarna San Marino od 1864 roku, aż do momentu wprowadzenia euro w 2002. Była równa lirowi włoskiemu oraz watykańskiemu, jak również akceptowalna w tych państwach oraz na odwrót, waluta z Włoch i Watykanu była środkiem płatniczym w San Marino.
Wraz z wejściem Włoch do strefy euro, 1 stycznia 2002 San Marino przyjęło jako swoją oficjalną walutę euro, mimo że kraj ten nie należy do Unii Europejskiej.